# Castelo de Knowle Hill

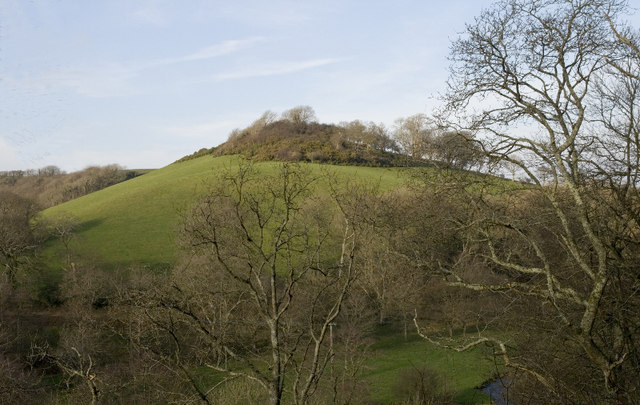
Castelo de Knowle Hill

O Castelo de Knowle Hill é um castro da Idade do Ferro situado perto de Braunton, em Devon, na Inglaterra. O forte está situado na encosta de uma colina formando um promontório acima do rio Caen a cerca de 90 metros acima do nível do mar ao norte da cidade, perto da vila de Knowle.